# Peromyia
Peromyia is een muggengeslacht uit de familie van de galmuggen (Cecidomyiidae).

## Soorten
- P. albicornis (Meigen, 1830)
- P. anatina Mamaev & Berest, 1990
- P. angellifera Jaschhof, 1997
- P. apposita Jaschhof, 1997
- P. aurantiaca (Kieffer, 1894)
- P. bicolor (Edwards, 1938)
- P. bidentata Berest, 1988
- P. borealis (Felt, 1920)
- P. caricis (Kieffer, 1901)
- P. composita Jaschhof, 1997
- P. cornuta (Edwards, 1938)
- P. curta Jaschhof, 1997
- P. diadema Mamaev, 1963
- P. discreta Jaschhof, 1997
- P. edwardsi Berest, 1994
- P. fagiphila Jaschhof, 1997
- P. fungicola (Kieffer, 1898)
- P. gryphiswaldensis Jaschhof, 1997
- P. horridula Jaschhof, 1997
- P. intermedia (Kieffer, 1895)
- P. leveillei Kieffer, 1894
- P. minutissima Mamaev, 1963
- P. mitrata Jaschhof, 1997
- P. modesta (Felt, 1907)
- P. monilis Mamaev, 1965
- P. muscorum (Kieffer, 1895)

- P. nemorum (Edwards, 1938)
- P. neomexicana (Felt, 1913)
- P. ovalis (Edwards, 1938)
- P. palustris (Kieffer, 1895)
- P. penicillata Jaschhof, 1997
- P. perpusilla (Winnertz, 1870)
- P. photophila (Felt, 1907)
- P. ramosa (Edwards, 1938)
- P. sanguinea (Kieffer, 1894)
- P. subborealis Jaschhof, 1997
- P. suberis Jaschhof, 1997
- P. syltefjordensis Jaschhof, 1996
- P. truncata Yukawa, 1967
- P. tschirnhausi Jaschhof, 1996
- P. tundrae Jaschhof, 1996
- P. upupoides Jaschhof, 1997
- P. viklundi Jaschhof, 1997